# Glass Houses
Albums de Billy Joel
52nd Street
(1979) Songs in the Attic
(1981)
Singles
1. All for Leyna
Sortie : Janvier 1980
2. You May Be Right
Sortie : Mars 1980
3. It's Still Rock and Roll to Me
Sortie : Mai 1980
4. Don't Ask Me Why
Sortie : Juillet 1980
5. Sometimes a Fantasy
Sortie : 1980

Glass Houses est le septième album du chanteur compositeur Billy Joel, sorti en mars 1980. Il contient le premier titre de Joel à être no 1 dans le Billboard Hot 100, It's Still Rock And Roll To Me.
L'album sera no 1 aux États-Unis avec sept millions de copies vendues. En 1981, il gagnera le Grammy Awards de la meilleure performance vocale rock masculine.

## Titres
Toutes les chansons sont écrites par Billy Joel.
Disque un :
1) You May Be Right (Tu peux avoir raison) - 4:15.
2) Sometimes a Fantasy (Quelquefois, une fantaisie) - 3:40
3) Don't Ask Me Why (Ne me demandez pas pourquoi) - 2:59
4) It's Still Rock And Roll To Me (C'est encore du rock'n'roll pour moi) - 2:57
5) All For Leyna - (Tout pour Leyna) 4:15
Disque deux :
6) I Don't Want To Be Alone (Je ne veux pas être seul) - 3:57
7) Sleeping With The Television On (Dormir avec la télévision allumée) - 3:02
8) C'était Toi (You Were The One) - 3:25
9) Close To The Borderline (Près de la frontière) - 3:47
10) Through The Long Night (A travers la nuit longue) - 2:43.

## Personnel
Billy Joel - Chant, pianos acoustique et électrique, synthétiseur, harmonica, accordéon.
Richie Cannata - Orge, Saxophone, Flûte
David Brown - Guitares acoustique et électrique soliste.
Russell Javors - Guitare rythmique.
Doug Stegmeyer - Basse.
Liberty Devitto - Batterie, percussion.

## Classement
| Classement (1980)                      | Position |
| -------------------------------------- | -------- |
| Australian Kent Music Report Chart     | 2        |
| Austrian Albums Chart                  | 4        |
| Canadian RPM Albums Chart              | 1        |
| Dutch Mega Albums Chart                | 20       |
| French SNEP Albums Chart               | 21       |
| Japanese Oricon LP Chart               | 6        |
| New Zealand Albums Chart               | 6        |
| Norwegian VG-lista Albums Chart        | 2        |
| Spanish Albums Chart                   | 27       |
| Swedish Albums Chart                   | 6        |
| UK Albums Chart                        | 9        |
| États-Unis Billboard 200               | 1        |
| West German Media Control Albums Chart | 24       |